# جهش خنثی
جهش خنثی به تغییری در دی‌ان‌ای (به انگلیسی DNA) گفته می‌شود که اثر مثبت یا منفی ای در ادامه حیات ارگانیزم ندارد. در مبحث ژنتیک جمعیتی، یک جهش در صورتی خنثی نامیده می‌شود که پروسه‌یانتخاب طبیعی، تأثیری بر گسترش و انتقال آن به نسل‌های بعدی نداشته باشد. از این دیدگاه، جهش‌های خنثی ای که قابلیت به ارث رسیدن داشته و در عین حال با دیگر ژن‌ها اتصال (Genetic linkage) ندارند، در نسل‌های بعدی یا به کلی حذف شده یا جایگزین تمام الیل‌های آن ژن خواهند شد. این پدیده (یعنی حذف یا تثبیت یک ژن در نسل‌های بعدی) حاصل از روندی تصادفی موسوم به راندگی ژنتیکی (Genetic Drift) است.
از آنجا که بسیاری از جهش‌ها به کاهش توانایی یک ارگانیزم در ادامه حیات یا تولید مثل می انجامد و از تناسب آن‌ها با محیط می کاهد، پروسه انتخاب طبیعی در مقابل انتشار این‌گونه ژن‌ها مقاومت کرده و معمولاً آن‌ها را از جمعیت حذف می‌کند. در نتیجه تفاوت‌هایی که در ژنوم موجودات مشاهده می‌شود، اغلب از نوع خنثی بوده و آثار مشهودی در تناسب آن‌ها با محیط ندارند. شناسایی جهش‌های خنثی و مطالعه در این زمینه، منجر به توسعه نظریه‌ای به نام تئوری خنثی بودن تکامل سلولی شده‌است. طبق این نظریهٔ مهم و بحث‌برانگیز، اکثر دگرگونی‌های مولکولی اساساً خنثی بوده و متأثر از انتخاب طبیعی نیستند. همچنین جهش‌های خنثی اساس استفاده از ساعت‌های مولکولی هستند که برای مطالعه در زمینه پیدایش ارگانیزم‌های جدید و گوناگونی موجودات مورد استفاده قرار می‌گیرند.

## تاریخچه

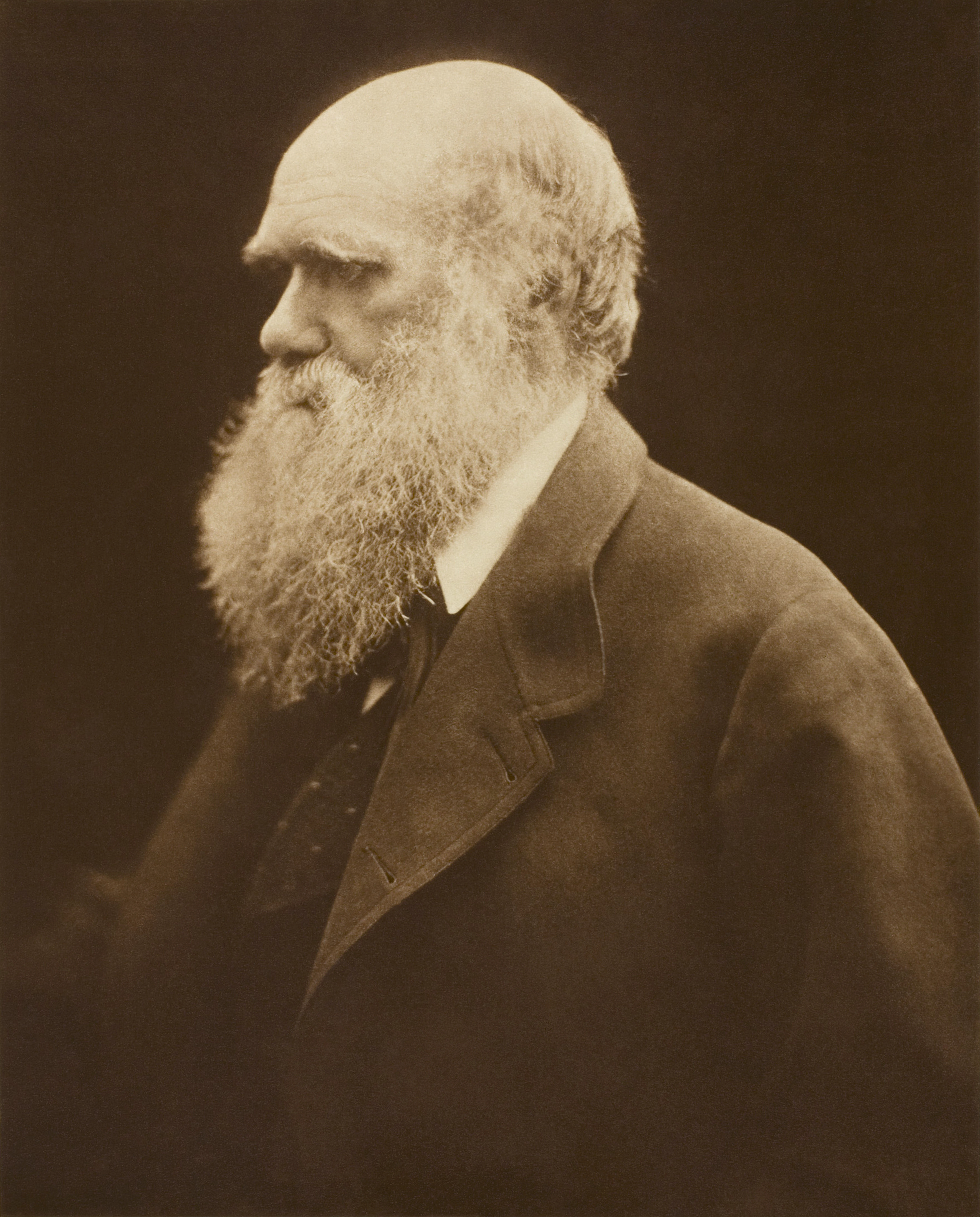
چارلز داروین در سال ۱۸۶۸

چارلز داروین در خلال آثارش، درباره ی ایده ی جهش‌های خنثی نیز اظهار نظر کرده‌است. طبق فرضیات او جهش‌هایی که نفع یا ضرری ندارند، مستقل از انتخاب طبیعی دچار نوسان شده یا به کلی تثبیت می‌شوند. "تغییراتی که نه مفید هستند و نه مضر، تحث تأثیر انتخاب طبیعی قرار نمی‌گیرند و همانطور که در موجودات چند ریخت خاصی دیده می‌شود، ممکن است دچار نوسان شده یا اینکه جزئی از طبیعت موجودات شده و به کلی تثبیت می‌شود." با اینکه داروین به سبب معرفی ایده انتخاب طبیعی شهرت زیادی یافته‌است، اما همچنان به احتمال وجود جهش‌ها و تغییراتی که نفع یا ضرری برای یک ارگانیزم ندارند توجه داشته‌است.
دیدگاه داروین درباره ی "تغییر" که برگرفته از مشاهده خصیصه‌های ممتازکننده بود، به‌طور گسترده‌ای تا دهه ۱۹۶۰ مورد قبول واقع شد. موتو کیمورا در سال ۱۹۶۸ دریافت که نرخ جهش‌ها و جایگزینی‌ها آنچنان بالاست که اگر فرض کنیم هر یک از جهش‌ها به تناسب کمک کند، آنگاه فاصله بین ژنوتیپ معمولی و ژنوتیپ با بیشترین تناسب، به حد غیر معقولی زیاد خواهد بود. به هرحال کیمورا در برخورد با سریع بودن نرخ جهش‌ها پیشنهاد داد که اکثر جهش‌ها باید خنثی باشند، یعنی تأثیری بر تناسب ارگانیزم نداشته یا تأثیر ناچیزی در این جهت دارند. کیمورا مدل‌هایی ریاضی برای توضیح رفتار جهش‌های خنثی ارائه داد که در جمعیت‌های بیولوژیکی که تحت راندگی تصادفی ژنتیکی قرار گرفته اند به کار می‌رود. این نظریه، با عنوان تئوری خنثی بودن تکامل سلولی شناخته شده‌است.
چون تکنولوژی تحلیل بهتر داده‌های ژنومی را میسر کرده است ، تحقیقات در این زمینه ادامه یافته‌است. در عین حال که ممکن است انتخاب طبیعی به تطبیق با تغییرات محیطی کمک کند، جهش‌های خنثی این امکان را فراهم می‌کنند که تنوع موجودات ناشی از رانش تصادفی ژنتیکی افزایش یابد.

## تأثیر بر تئوری تکامل
جهش خنثی، بخشی از تئوری خنثی بودن تکامل سلولی که در دهه ۱۹۶۰ ارائه شد می‌باشد. از دیدگاه این تئوری، بخش زیادی از تغییرات دی‌ان‌ای در موجودات به صورت جهش‌های خنثی می‌باشد. انسولین موجود در انسان و گاو، با وجود تفاوت در توالی آمینواسید هایشان، عملکردهای مشابهی دارند. به این ترتیب در عملکرد این پروتئین بین این دو موجود، جایگزینی امینواسیدها به شکلی خنثی و بی تأثیر در نظر گرفته شد. جهش‌های خنثی و تئوری خنثی بودن تکامل سلولی، پدیده‌ای جدا از انتخاب طبیعی نیستند و بر نظرات اولیه داروین افزوده می‌شوند. جهش‌ها می‌توانند موجب برتری شده، ایجاد نقصان کرده یا در ادامه حیات ارگانیزم بی تأثیر باشند.
در تئوریِ خنثی بودن، پیش‌بینی‌هایی در ارتباط با جهش‌های خنثی انجام شده‌است. از جمله این پیشبینی‌ها عبارتند از: آمینواسیدهایی که خصوصیات بیوشیمیایی مشابهی دارند نسبت به آمینواسیدهای با خصوصیات متفاوت، به میزان بیشتری دستخوش جایگزینی می‌شوند؛ باز (base)‌های مترادف به میزان بیشتری نسبت به بازهای غیر مترادف جایگزین می‌شوند؛ اینترون‌ها با نرخی مساوی با جهش‌های مترادف در کدینگ اگزون‌ها (coding exons) تغییر می‌کنند؛ شبه‌ژن‌ها نیز با نرخ مشابهی تغییر می‌کنند. این پیشبینی‌ها با داده‌های ژنتیکیِ بیشتر، از زمان معرفی این تئوری تاکنون مورد تأیید قرار گرفته‌اند.

## انواع جهش‌های خنثی

### جهش‌های مترادف بازها
وقتی یک نوکلئوتید در حین همانندسازی یا رونویسی از یک ناحیه ی کدینگ به صورت غلط درج شود، می‌تواند بر ترجمه آن رشته به آمینواسیدها تأثیر بگذارد. از آنجا که کدون‌های مختلف برای آمینواسیدهای مشابه به کار می روند، تغییر در یک باز (base) ممکن است همچنان به ترجمه آمینواسید مشابه منجر شود. از این پدیده با عنوان تبهگنیِ کدون یاد می‌شود و طی آن، ترکیب‌های مختلف کدون‌ها به آمینواسیدهای مشابه ترجمه می‌شوند. برای مثال، کدون‌های AGT، TCG، TCA، TCC، TCT و AGC همگی آمینواسید سرین را کد می‌کنند. این پدیده با مفهوم جفت‌بازهای ووبل قابل توضیح است. فرانسیس کریک این تئوری را ارائه داد تا توضیح دهد که چرا مولکول‌های آران‌ای حامل توانایی تشخیص چند نوع کدون را دارند.
| ناقطبی | قطبی | بازی | اسیدی | (کدون خاتمه) |

| باز اول | باز دوم | باز دوم            | باز دوم | باز دوم         | باز دوم | باز دوم               | باز دوم | باز دوم           | باز سوم |
| باز اول | T       | T                  | C       | C               | A       | A                     | G       | G                 | باز سوم |
| ------- | ------- | ------------------ | ------- | --------------- | ------- | --------------------- | ------- | ----------------- | ------- |
| T       | TTT     | (Phe/F) فنیل‌آلانین | TCT     | (Ser/S) سرین    | TAT     | (Tyr/Y) تیروزین       | TGT     | (Cys/C) سیستئین   | T       |
| T       | TTC     | (Phe/F) فنیل‌آلانین | TCC     | (Ser/S) سرین    | TAC     | (Tyr/Y) تیروزین       | TGC     | (Cys/C) سیستئین   | C       |
| T       | TTA     | (Leu/L) لوسین      | TCA     | (Ser/S) سرین    | TAA     | کدون خاتمه (Ochre)    | TGA     | کدون خاتمه (Opal) | A       |
| T       | TTG     | (Leu/L) لوسین      | TCG     | (Ser/S) سرین    | TAG     | کدون خاتمه (Amber)    | TGG     | (Trp/W) تریپتوفان | G       |
| C       | CTT     | (Leu/L) لوسین      | CCT     | (Pro/P) پرولین  | CAT     | (His/H) هیستیدین      | CGT     | (Arg/R) آرژینین   | T       |
| C       | CTC     | (Leu/L) لوسین      | CCC     | (Pro/P) پرولین  | CAC     | (His/H) هیستیدین      | CGC     | (Arg/R) آرژینین   | C       |
| C       | CTA     | (Leu/L) لوسین      | CCA     | (Pro/P) پرولین  | CAA     | (Gln/Q) گلوتامین      | CGA     | (Arg/R) آرژینین   | A       |
| C       | CTG     | (Leu/L) لوسین      | CCG     | (Pro/P) پرولین  | CAG     | (Gln/Q) گلوتامین      | CGG     | (Arg/R) آرژینین   | G       |
| A       | ATT     | (Ile/I) ایزولوسین  | ACT     | (Thr/T) ترئونین | AAT     | (Asn/N) آسپاراژین     | AGT     | (Ser/S) سرین      | T       |
| A       | ATC     | (Ile/I) ایزولوسین  | ACC     | (Thr/T) ترئونین | AAC     | (Asn/N) آسپاراژین     | AGC     | (Ser/S) سرین      | C       |
| A       | ATA     | (Ile/I) ایزولوسین  | ACA     | (Thr/T) ترئونین | AAA     | (Lys/K) لیزین         | AGA     | (Arg/R) آرژینین   | A       |
| A       | ATG[A]  | (Met/M) متیونین    | ACG     | (Thr/T) ترئونین | AAG     | (Lys/K) لیزین         | AGG     | (Arg/R) آرژینین   | G       |
| G       | GTT     | (Val/V) والین      | GCT     | (Ala/A) آلانین  | GAT     | (Asp/D) اسید آسپارتیک | GGT     | (Gly/G) گلیسین    | T       |
| G       | GTC     | (Val/V) والین      | GCC     | (Ala/A) آلانین  | GAC     | (Asp/D) اسید آسپارتیک | GGC     | (Gly/G) گلیسین    | C       |
| G       | GTA     | (Val/V) والین      | GCA     | (Ala/A) آلانین  | GAA     | (Glu/E) اسید گلوتامیک | GGA     | (Gly/G) گلیسین    | A       |
| G       | GTG     | (Val/V) والین      | GCG     | (Ala/A) آلانین  | GAG     | (Glu/E) اسید گلوتامیک | GGG     | (Gly/G) گلیسین    | G       |

A  کدون ATG هم متیونین را کد می‌کند و به عنوان پایگاه اولیه استفاده می‌شود: اولین ATG یک ناحیه کدی آران‌ای پیام‌رسان است که ترجمه به پروتئین را شروع می‌کند.

## ساعت‌های مولکولی
ساعت‌های مولکولی را می‌توان به عنوان تخمینی برای زمان سپری شده از لحظه واگرایی دو موجود تاکنون و همچنین قرار دادن رویدادهای تکاملی به کار برد.